# Komarnica błotniarka
Komarnica błotniarka (Tipula paludosa) – gatunek owada z rzędu muchówek (Diptera). Szkodnik żyjący w wilgotnych glebach, podgryzający korzenie roślin. Szkody wyrządzają larwy, które w nocy żerują na naziemnych częściach młodych roślin.
Gatunek rodzimy dla północno-zachodniej Europy, zawleczony do nearktycznej Ameryki Północnej.

## Morfologia
Z wyglądu podobna do komara. Długość ciała dochodzi do 25–27 mm. Ubarwienie żółtawoszare lub jasnobrązowe; długie i cienkie nogi w kolorze rdzawym. Czułki nitkowate 14-członowe. Owad ten ma w przedniej części jedną parę skrzydeł, na brzegu w kolorze rdzawym.
Larwa o barwie ziemistoszarej, kształcie walcowatym, o długości ok. 40 mm, poprzecznie pomarszczona. Jest beznoga, posiada aparat gębowy gryzący. Odwłok na końcu zakończony jest wieńcem chitynowych wyrostków.
Zimują młode larwy. Wczesną wiosną w dalszym ciągu jako larwy intensywnie żerują. Na przełomie lipca i sierpnia larwy przepoczwarczają się, by po okresie kilku (dwóch-trzech) tygodni wylecieć i rozpocząć składanie jaj do gleby. Po okresie następnych 2 tygodni następuje wylęganie się larw, które rozpoczynają intensywne żerowanie.
Komarnica błotniarka daje w roku tylko jedno pokolenie.
W miejscu żerowania larw powstają tzw. "łysiny". Zwalczanie larw polega na osuszeniu gleby, po czym stosuje się dezynsekcję gleby.